# 基希甘登
基希甘登（德語：Kirchgandern）是德国图林根州的市镇，隶属于艾希斯费尔德县。总面积为4.39平方千米，截至2023年12月31日总人口为608人。

## 图库

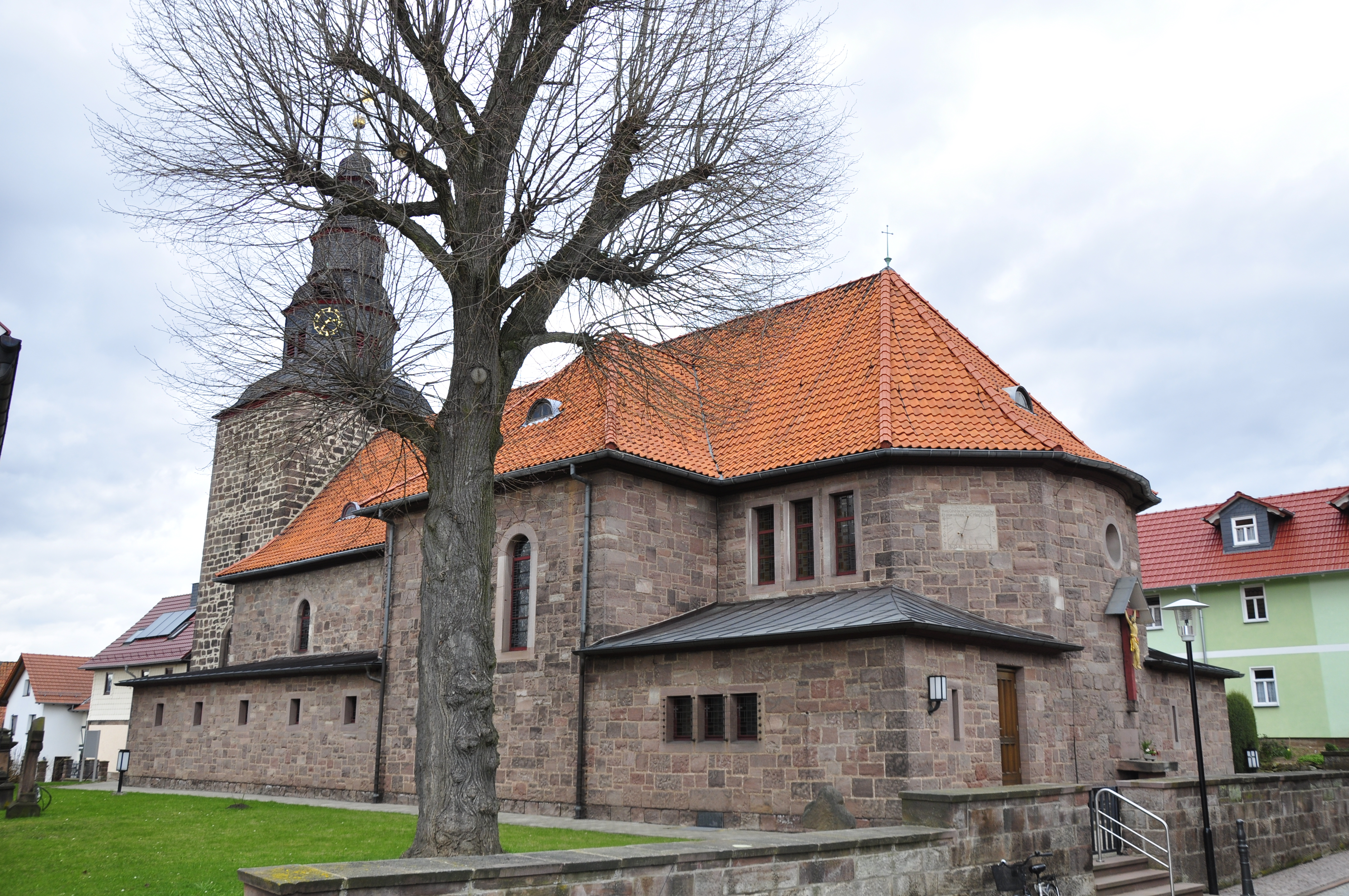
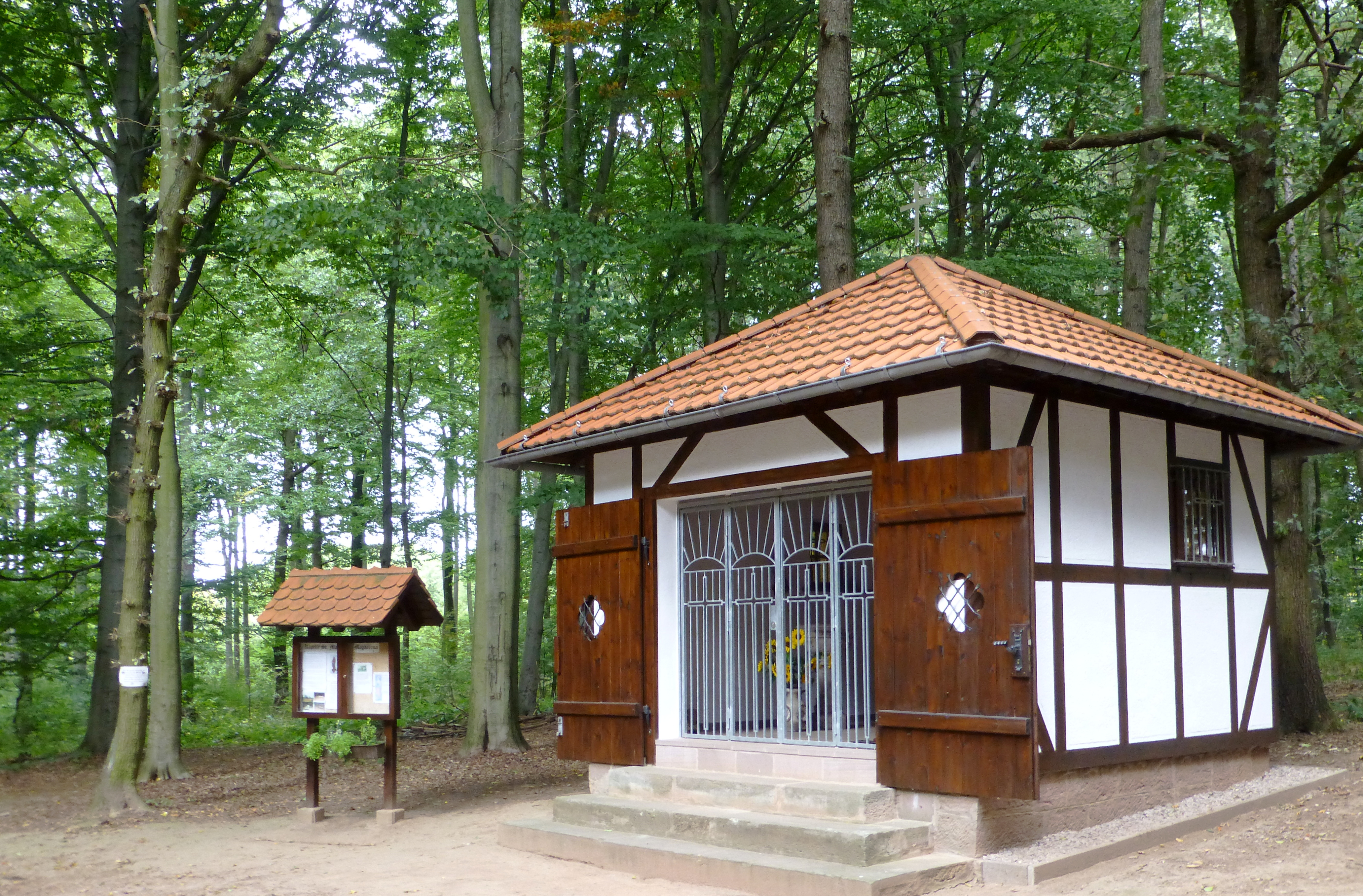